# Casa Caracciolo
La Casa Caracciolo è un palazzo sito in Villa Santa Maria, in provincia di Chieti, compreso tra Scesa Caracciolo, Corso Umberto I, Via del Supportico e Piazza San Nicola di Bari. Il palazzo si compone della struttura storica, di un palazzo minore annesso, considerato l'edificio dove dal '500 si formarono i cuochi, e da una cappella religiosa costruita dentro il palazzo-museo.

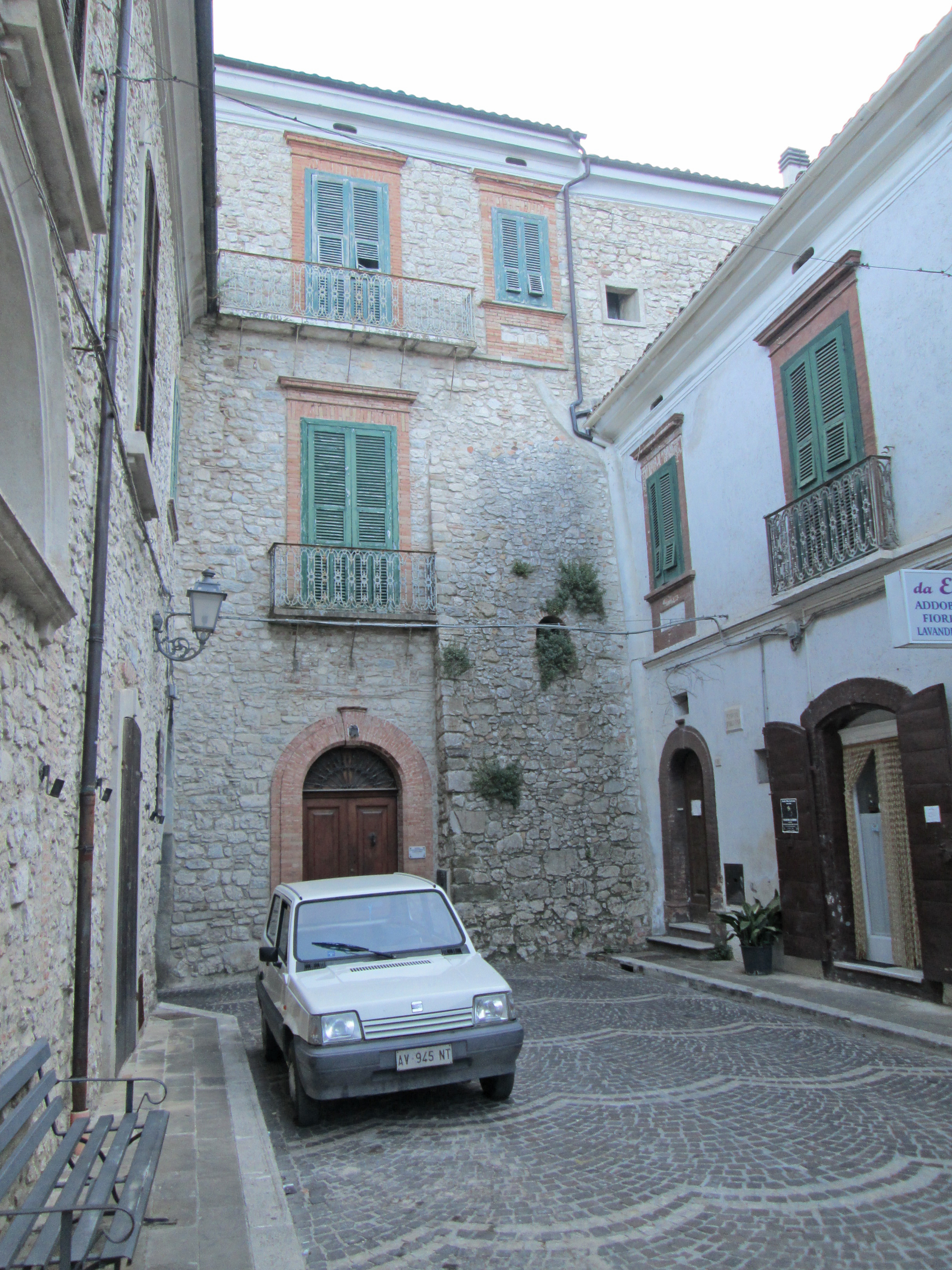
Accesso a via Supportico, a fianco del palazzo Caracciolo: il museo dedicato a San Francesco Caracciolo

## Struttura
La Casa Caracciolo è in stile romanico-rurale abruzzese (in pietra locale). Consta di una cappella interna a navata unica rettangolare costruita nel XVII secolo. Il resto era utilizzato dalla famiglia Caracciolo in epoca feudale ad uso abitativo con tanto di giardino.
L'ingresso della cappella è in Scesa Caracciolo, mentre l'ingresso per l'area abitativa è in Via del Supportico. Quest'ultimo immette in un piazzale interno a mo' di cortile a cielo aperto ove si diramano i vari accessi ai luoghi interni. La zona adibita ad abitazione è a più piani, mentre la cappella è a piano unico.
Sul lato giardino si possono ammirare i resti del mastio originario posto a difesa del nucleo originario del paese (l'odierno centro storico). Tra il Corso Umberto I e la Via del Supportico vi era una porta. Il palazzo fungeva anche da controllo del traffico diretto al paese e dal paese verso fuori.
Presso l'ingresso della cappella vi è il Monumento a San Francesco Caracciolo, una statua in bronzo poggiante su un basamento in marmo a forma di parallelepipedo, con, sui lati, degli altorilievi istorianti i fatti salienti della vita monastica del santo, opera di un certo Vismara.
Parte del palazzo fu sede dell'asilo "San Francesco", convertito nel 2019 in sede del Museo dei cuochi di Villa Santa Maria; un'altra parte del palazzo ospita il Museo dedicato a San Francesco Caracciolo.

## Storia

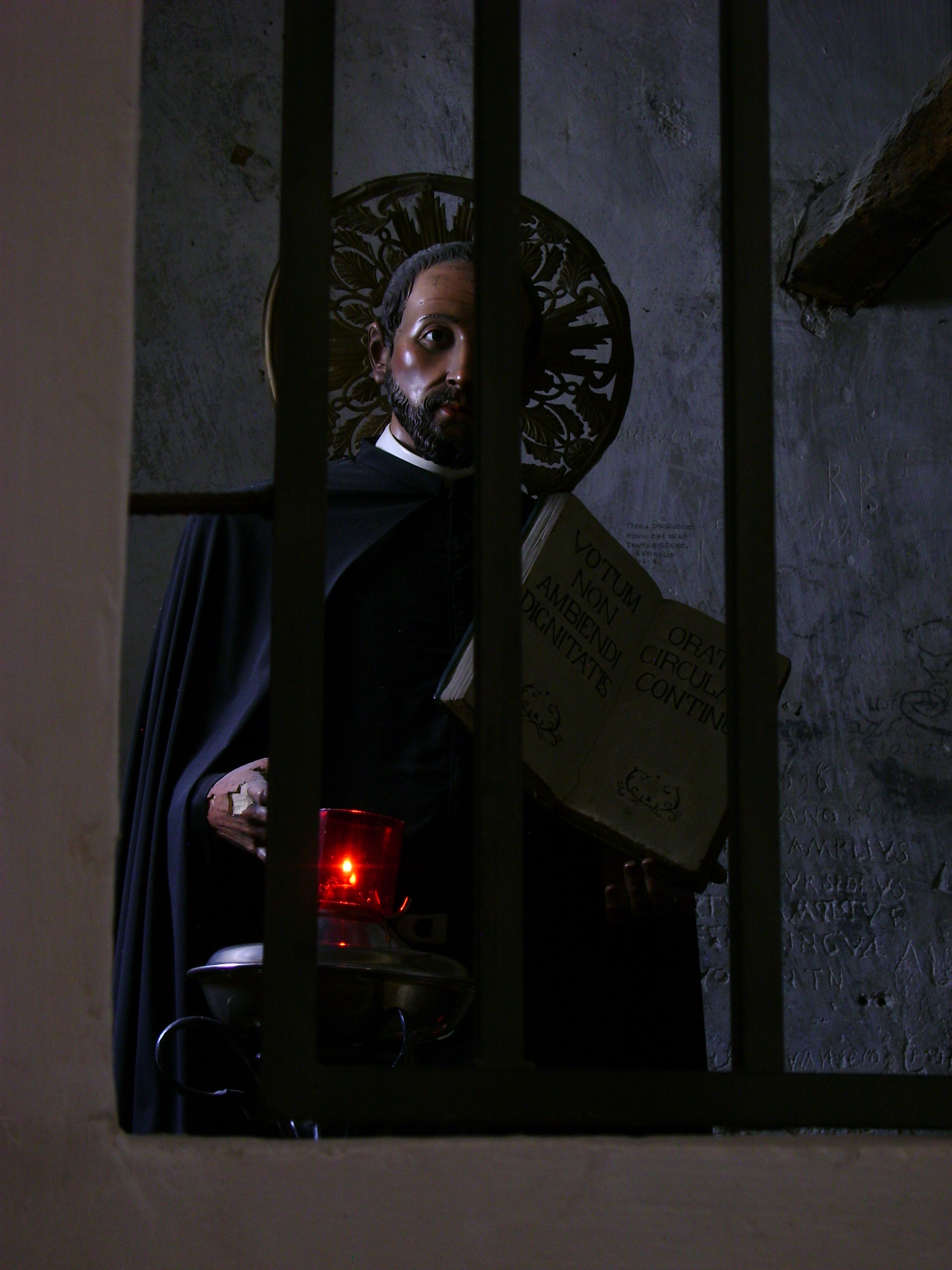
La statua di San Francesco

Il palazzo era utilizzato in epoca feudale dai Caracciolo come castello a titolo principesco (i Caracciolo furono feudatari di Villa Santa Maria e del suo contado, un certo Ferrante Caracciolo tenne la vicina Monteferrante, da cui il paese prese il nome, Giulio Caracciolo, fratello di San Francesco Caracciolo, fondò e tenne in feudo la vicina Giuliopoli) ed era sito in un'importante zona strategica per le vie di comunicazione: era collegata con Napoli, zona d'origine della famiglia Caracciolo, sia con i feudi vicini, tra cui Montebello, Montelapiano e Pennadomo.
La casa ha dato i natali a San Francesco Caracciolo (1563-1608). San Francesco Caracciolo, curando i lebbrosi nel lazzaretto di Villa Santa Maria si prese la lebbra. Appena si accorse della malattia si rifugiò in una stanzetta adiacente alla cappella, e, tramite un'apertura presso la cappella stessa, poteva assistere alla messa. Il santo fece voto che, se fosse guarito dal male, si sarebbe fatto frate.
Così fece.
Il Santo, amante della caccia e cacciatore lui stesso, faceva cucinare nel cortile dai cacciatori al suo seguito la cacciagione ottenuta dalle battute di caccia, fu così che nacque col tempo la scuola dei cuochi che è sita in Via Roma, 500 metri poco oltre questa casa, in direzione Montelapiano-Montebello sul Sangro. La stanzina ove fece la quarantena il santo è ammirabile dalla rampa sinistra di accesso alla cappella. All'interno della stanzina vi è una statua dipinta del santo in atteggiamento di preghiera.
La zona abitativa dei Caracciolo è suddivisa fra l'asilo delle suore Francescane Missionarie di Gesù Bambino che gestiscono la cappella, mentre il resto è utilizzato come uso abitativo civile. Nel cortile si tengono manifestazioni culturali [lettura di poesie di artisti del luogo (in dialetto abruzzese e/o villese) e canti di musiche popolari abruzzesi, cui ha partecipato Edda Dell'Orso] a cura del GAP (Gruppo di Animazione Parrocchiale).

## Galleria d'immagini

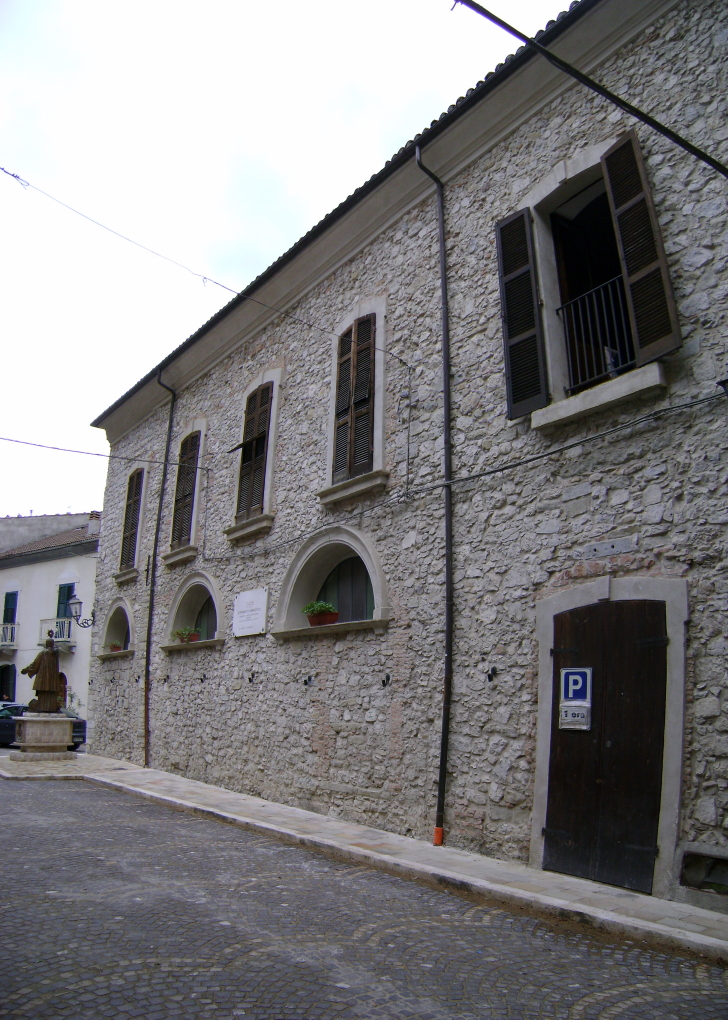
Veduta laterale della casa
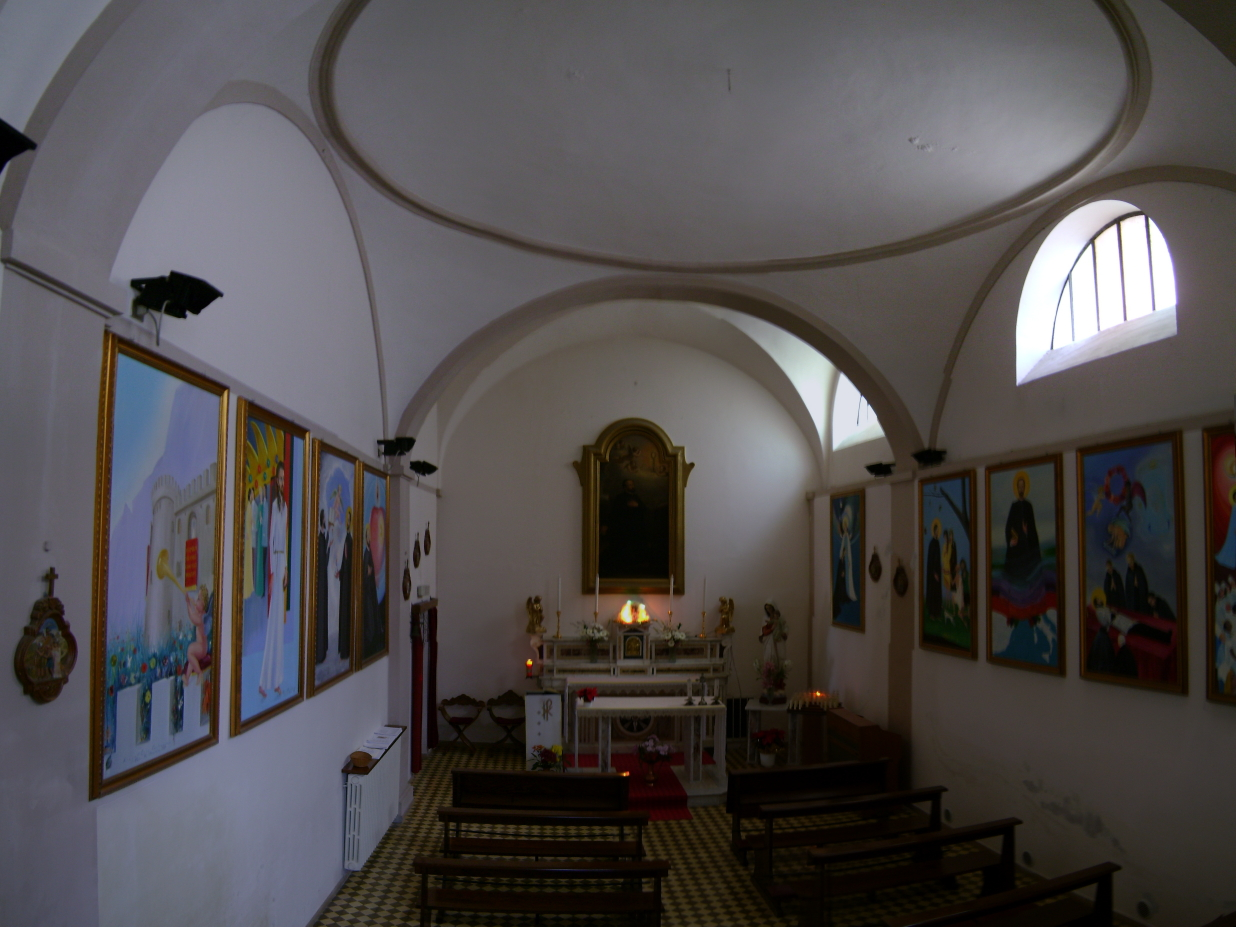
L'interno della cappella
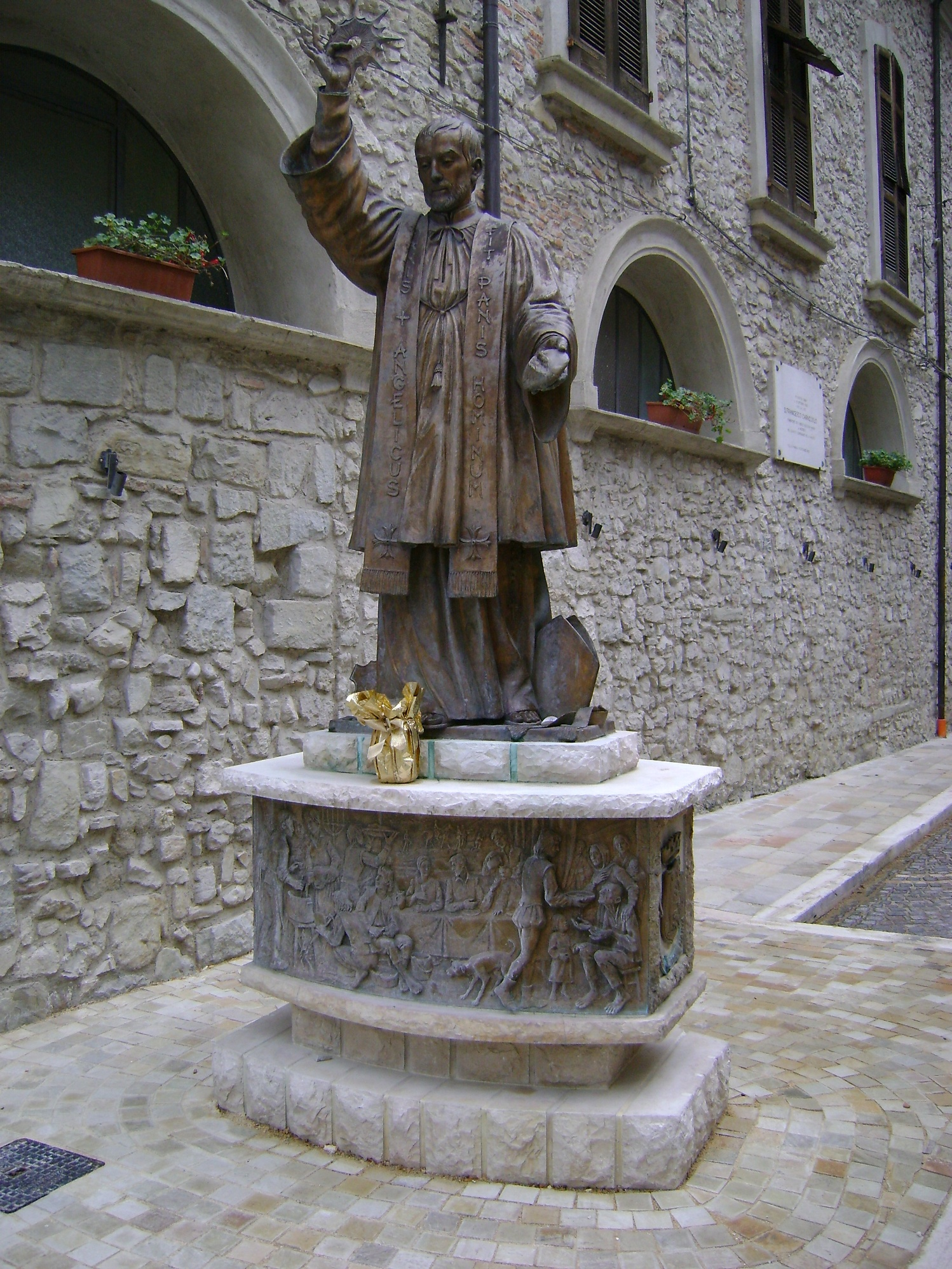
La statua bronzea di San Francesco